# Герб Сербії
Державний герб Республіки Сербія (серб. Државни грб Републике Србије, Državni grb Republike Srbije) — один з символів суверенітету Республіки Сербія, затверджений 17 серпня 2004 року разом з іншими державними символами (прапор, гімн), замінивши герб Республіки Сербії у складі Югославії. На гербі зображений двоглавий орел, на його грудях червоний щит з хрестом і чотири кресала. Зверху королівська корона і мантія. Герб такий самий як герб Королівства Сербії династії Обреновичів, вперше прийнятий в 1882 році. Введення цього герба має означати, на думку авторів, повернення історичного герба Сербії, але не відновлення монархії. При цьому апелюється до того, що інші країни, які не є монархіями, також мають на гербах корону: Болгарія, Грузія, Угорщина.

## Опис
Малий герб Республіки Сербії являє собою срібного двоглавого орла на червоному щиті і короною над щитом. Голови орла мають по 9 пір'їн і повернені до різних сторін щита. Дзьоби орла золоті, широко розкриті. Пір'я на шиї орла розподілене в 4 ряди по 7 пір'їн в ряду. Крила орла розпростерті і разом з хвостом і головами формують хрест. На кожному крилі 4 ряди пір'я з наступним розподілом: у 1-му ряду 7 пір'їн, в 2-му — 9 (два великих і 7 малих), в 3-му — 7, в 4-му — 7 (4 великих і 3 малих). Ноги орла золотого кольору, розташовані по діагоналі щита. На ногах по 7 білих пір'їн. Хвіст орла розташований вертикально. Пір'я на нім розташоване по 7 в 3 ряди. На грудях орла розміщений малий червоний полуокружний щит, розділений білим хрестом на 4 поля, в кожному з яких поодинці білому кресалу, вони повернені до різних сторін щита. Корона має центральне положення щодо голів орла. Корона золотого кольору, прикрашена сорока білими бісерами, 8 синіми сапфірами і двома червоними рубінами, нагорі корони знаходиться хрест.
Великий герб складається з малого герба, поміщеного на плямисту з боку щита і червону із зворотного боку тканину. Герб увінчаний короною, такої ж форми, як в малому гербі, тільки більшого розміру і з більшим числом сапфірів.

## Використання
Сучасний герб Сербії використовується з 17 серпня 2004 року відповідно до Ухвали про використання герба, прапора і гімну Республіки Сербії, яку прийняла Народна Скупщина Сербії. Згідно з конституцією Сербія, як самостійна держава, має свій герб, прапор і гімн. Встановлено використовувати герб, введений законом про Герб Королівства Сербії від 16 червня 1882 року, в двох варіантах: великий герб і малий герб.
Великий герб уживається на фасадах будівель і в приміщеннях: народної скупщини, президента республіки, уряду, конституційного і верховного судів, голови національного банку, а так само їхніх печатках. Малий герб розміщується на фасадах будівель і в приміщеннях інших державних і муніципальних установ.

## Історія герба Сербії

Історичні герби Сербії
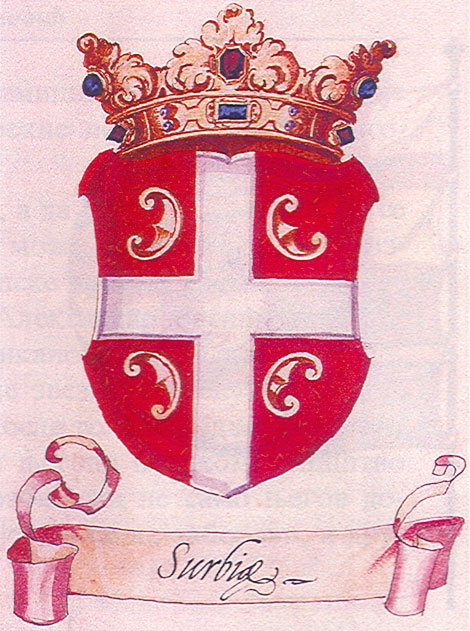
Сербське королівство (1217–1346)
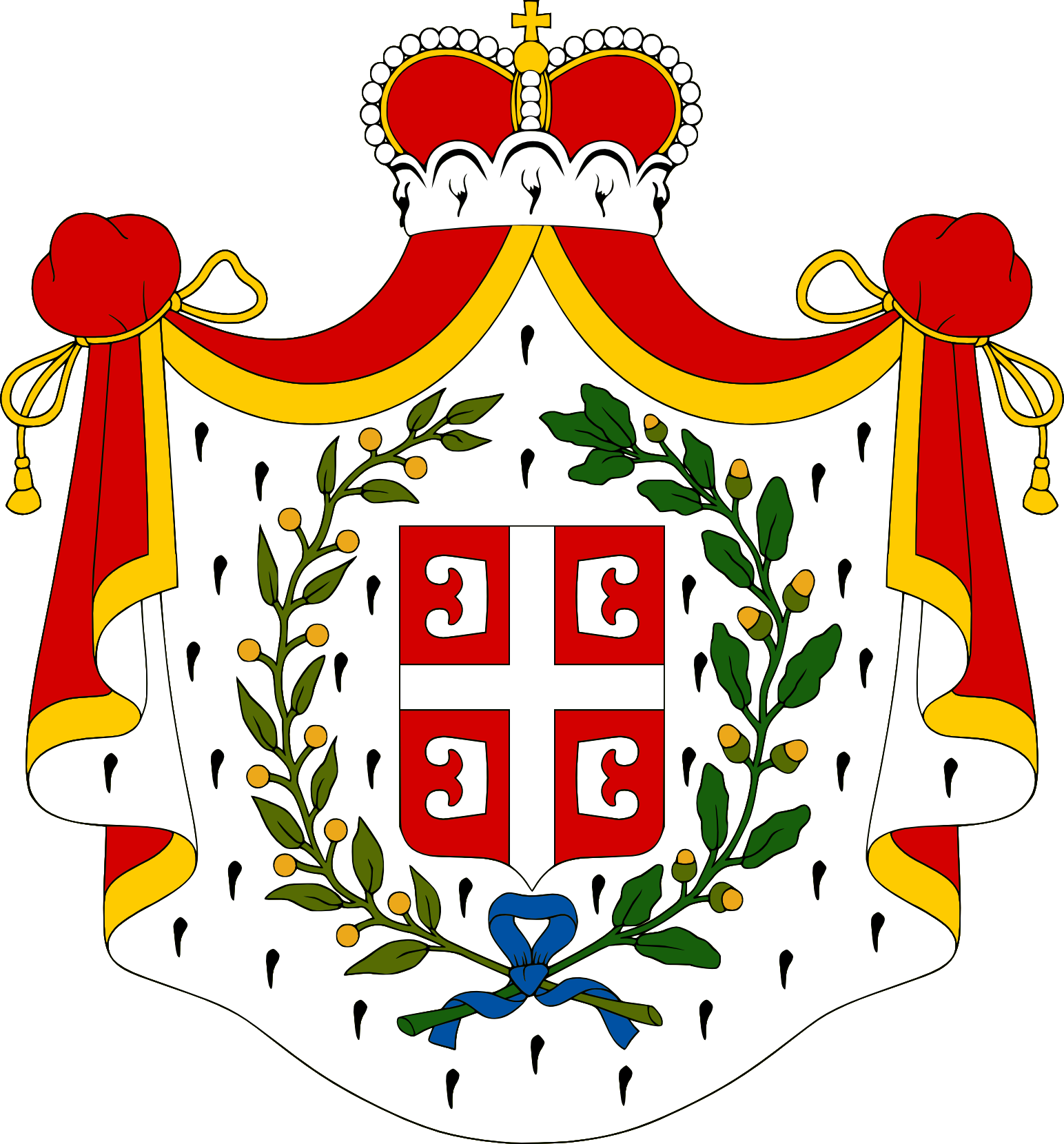
Сербське князівство (1835–1882)
Королівство Сербія (1882–1918)
Королівство Югославія (1918–1941)
1941-1944
Соціалістична Республіка Сербія (1947–2004)
Сербія (від 2004)